# Fútbol playa masculino en los Juegos Europeos de Cracovia 2023
El torneo de fútbol playa masculino de los Juegos Europeos de 2023 se celebró del 27 de junio al 1 de julio en el Tarnów Beach Arena.

## Equipos participantes
El sorteo se celebró el 11 de mayo de 2023 en Barcelona, en la sede de la Beach Soccer Worldwide.
| Equipos participantes | Equipos participantes | Equipos participantes | Equipos participantes |
| --------------------- | --------------------- | --------------------- | --------------------- |
| Portugal              | España                | Polonia               | Azerbaiyán            |
| Italia                | Suiza                 | Ucrania               | Moldavia              |

## Primera fase

### Grupo A
| Equipo     | PJ | PG | PG+ | PP | GF | GC | DG  | Pts |
| ---------- | -- | -- | --- | -- | -- | -- | --- | --- |
| Portugal   | 3  | 3  | 0   | 0  | 18 | 9  | +9  | 9   |
| España     | 3  | 2  | 0   | 1  | 18 | 9  | +9  | 6   |
| Polonia    | 3  | 1  | 0   | 2  | 10 | 14 | -4  | 3   |
| Azerbaiyán | 3  | 0  | 0   | 3  | 5  | 19 | -14 | 0   |

| Fecha                      | Lugar  |            |                       | Resultado |                       |            |
| -------------------------- | ------ | ---------- | --------------------- | --------- | --------------------- | ---------- |
| 27 de junio de 2023, 16:00 | Tarnów | Portugal   | Bandera de Portugal   | 7:5       | Bandera de España     | España     |
| 27 de junio de 2023, 20:30 | Tarnów | Azerbaiyán | Bandera de Azerbaiyán | 2:7       | Bandera de Polonia    | Polonia    |
| 28 de junio de 2023, 16:00 | Tarnów | Portugal   | Bandera de Portugal   | 5:2       | Bandera de Azerbaiyán | Azerbaiyán |
| 28 de junio de 2023, 20:30 | Tarnów | Polonia    | Bandera de Polonia    | 1:6       | Bandera de España     | España     |
| 29 de junio de 2023, 16:00 | Tarnów | España     | Bandera de España     | 7:1       | Bandera de Azerbaiyán | Azerbaiyán |
| 29 de junio de 2023, 20:30 | Tarnów | Polonia    | Bandera de Polonia    | 2:6       | Bandera de España     | Portugal   |

### Grupo B
| Equipo   | PJ | PG | PG+ | PP | GF | GC | DG  | Pts |
| -------- | -- | -- | --- | -- | -- | -- | --- | --- |
| Italia   | 3  | 2  | 0   | 1  | 16 | 3  | +13 | 6   |
| Suiza    | 3  | 2  | 0   | 1  | 16 | 11 | +5  | 6   |
| Ucrania  | 3  | 2  | 0   | 1  | 14 | 14 | 0   | 6   |
| Moldavia | 3  | 0  | 0   | 3  | 13 | 21 | -8  | 0   |

| Fecha                      | Lugar  |          |                     | Resultado |                     |          |
| -------------------------- | ------ | -------- | ------------------- | --------- | ------------------- | -------- |
| 27 de junio de 2023, 13:00 | Tarnów | Italia   | Bandera de Italia   | 5:6       | Bandera de Ucrania  | Ucrania  |
| 27 de junio de 2023, 17:00 | Tarnów | Moldavia | Bandera de Moldavia | 4:9       | Bandera de Suiza    | Suiza    |
| 28 de junio de 2023, 13:00 | Tarnów | Italia   | Bandera de Italia   | 6:4       | Bandera de Moldavia | Moldavia |
| 28 de junio de 2023, 17:30 | Tarnów | Suiza    | Bandera de Suiza    | 4:2       | Bandera de Ucrania  | Ucrania  |
| 29 de junio de 2023, 13:00 | Tarnów | Ucrania  | Bandera de Ucrania  | 6:5       | Bandera de Moldavia | Moldavia |
| 29 de junio de 2023, 17:30 | Tarnów | Suiza    | Bandera de Suiza    | 3:5       | Bandera de Ucrania  | Italia   |

## Fase final

### Semifinales
| Fecha                      | Lugar  |          |                     | Resultado      |                   |        |
| -------------------------- | ------ | -------- | ------------------- | -------------- | ----------------- | ------ |
| 30 de junio de 2023, 17:30 | Tarnów | Portugal | Bandera de Portugal | 4:4 (pen. 3:4) | Bandera de Suiza  | Suiza  |
| 30 de junio de 2023, 20:30 | Tarnów | España   | Bandera de España   | 5:6 (pró.)     | Bandera de Italia | Italia |

### Tercer lugar
| Fecha                     | Lugar  |          |                     | Resultado      |                   |        |
| ------------------------- | ------ | -------- | ------------------- | -------------- | ----------------- | ------ |
| 1 de julio de 2023, 17:00 | Tarnów | Portugal | Bandera de Portugal | 5:5 (pen. 0:2) | Bandera de España | España |

### Final
| Fecha                     | Lugar  |       |                  | Resultado |                   |        |
| ------------------------- | ------ | ----- | ---------------- | --------- | ----------------- | ------ |
| 1 de julio de 2023, 20:00 | Tarnów | Suiza | Bandera de Suiza | 5:2       | Bandera de Italia | Italia |

## Rondas de colocación

### Semifinales por el 5.º puesto
| Fecha                      | Lugar  |            |                       | Resultado  |                     |          |
| -------------------------- | ------ | ---------- | --------------------- | ---------- | ------------------- | -------- |
| 30 de junio de 2023, 13:00 | Tarnów | Polonia    | Bandera de Polonia    | 6:8        | Bandera de Moldavia | Moldavia |
| 30 de junio de 2023, 14:30 | Tarnów | Azerbaiyán | Bandera de Azerbaiyán | 7:6 (pró.) | Bandera de Ucrania  | Ucrania  |

### Partido por el 7.º Puesto
| Fecha                     | Lugar  |         |                    | Resultado |                    |         |
| ------------------------- | ------ | ------- | ------------------ | --------- | ------------------ | ------- |
| 1 de julio de 2023, 12:30 | Tarnów | Polonia | Bandera de Polonia | 2:3       | Bandera de Ucrania | Ucrania |

### Partido por el 5.º Puesto
| Fecha                     | Lugar  |            |                       | Resultado |                     |          |
| ------------------------- | ------ | ---------- | --------------------- | --------- | ------------------- | -------- |
| 1 de julio de 2023, 14:00 | Tarnów | Azerbaiyán | Bandera de Azerbaiyán | 4:2       | Bandera de Moldavia | Moldavia |

## Clasificación general
| Pos: | Selección  | Pts | J | G | G+ | GP | D | GF | GC | Dif. | Rend. |
| ---- | ---------- | --- | - | - | -- | -- | - | -- | -- | ---- | ----- |
| 1    | Suiza      | 10  | 5 | 3 | 0  | 1  | 1 | 25 | 17 | +8   | 66.6% |
| 2    | Italia     | 8   | 5 | 2 | 1  | 0  | 2 | 24 | 23 | +1   | 53.3% |
| 3    | España     | 7   | 5 | 2 | 0  | 1  | 2 | 28 | 20 | +8   | 46.6% |
| 4    | Portugal   | 9   | 5 | 3 | 0  | 0  | 2 | 27 | 18 | +9   | 60%   |
| 5    | Azerbaiyán | 5   | 5 | 1 | 1  | 0  | 3 | 16 | 27 | -11  | 33.3% |
| 6    | Moldavia   | 3   | 5 | 1 | 0  | 0  | 4 | 23 | 31 | -8   | 20%   |
| 7    | Ucrania    | 9   | 5 | 3 | 0  | 0  | 2 | 23 | 23 | 0    | 70%   |
| 8    | Polonia    | 3   | 5 | 1 | 0  | 0  | 4 | 18 | 25 | -7   | 20%   |